# Evodinellus
Рапавик (лат. Brachytodes Planet, 1924)  — рід жуків з родини Скрипунових. Типовий вид роду — Рапавик рябий (Brachytodes clathratus (Fabricius, 1792)).

## Види
У відповідності до молекулярної філогенії на основі мітохондрієвих генів 12S рРНК, 16S рРНК, COI і ядрових генів 18S рРНК, 28S рРНК до роду Рапавик належить єдиний вид: 
- Рапавик рябий — Brachytodes clathratus (Fabricius, 1792))

## Поширення
Рід Рапавик поширений у Альпах і Карпатах, включаючи деякі прилеглі території.
В Україні рід відомий лише із Карпат.